# Kabinett Kaifu I
| Amt                                                                                              | Name                                               | Partei  | Faktion       |
| ------------------------------------------------------------------------------------------------ | -------------------------------------------------- | ------- | ------------- |
| Premierminister                                                                                  | Toshiki Kaifu                                      | LDP     | (Kōmoto)      |
| Justizminister                                                                                   | Gotō Masao                                         | LDP     | Miyazawa      |
| Außenminister                                                                                    | Nakayama Tarō                                      | LDP     | Abe           |
| Finanzminister                                                                                   | Ryūtarō Hashimoto                                  | LDP     | Takeshita     |
| Bildungsminister                                                                                 | Ishibashi Kazuya                                   | LDP     | Abe           |
| Gesundheits- und Sozialminister zuständig für das Rentenproblem                                  | Toido Saburō                                       | LDP     | Takeshita     |
| Minister für Landwirtschaft, Forsten und Fischerei                                               | Michihiko Kano                                     | LDP     | Abe           |
| Minister für Internationalen Handel und Industrie                                                | Hikaru Matsunaga                                   | LDP     | Nakasone      |
| Verkehrsminister zuständig für den Neuen Internationalen Flughafen                               | Etō Takami                                         | LDP     | Nakasone      |
| Postminister                                                                                     | Sempachi Ōishi                                     | LDP     | Nakasone      |
| Arbeitsminister                                                                                  | Jōji Fukushima                                     | LDP     | Takeshita     |
| Bauminister                                                                                      | Harada Shōzō                                       | LDP     | Miyazawa      |
| Innenminister Vorsitzender der Nationalen Kommission für Öffentliche Sicherheit                  | Kōzō Watanabe                                      | LDP     | Takeshita     |
| Chefkabinettssekretär(in)                                                                        | Yamashita Tokuo Mayumi Moriyama ab 25. August 1989 | LDP LDP | Kōmoto Kōmoto |
| Leiter der Behörde für Management und Koordination                                               | Mizuno Kiyoshi                                     | LDP     | Miyazawa      |
| Leiter der Behörde für die Entwicklung Okinawas Leiter der Behörde für die Entwicklung Hokkaidōs | Abe Fumio                                          | LDP     | Miyazawa      |
| Leiter der Verteidigungsbehörde                                                                  | Matsumoto Jūrō                                     | LDP     | Abe           |
| Leiterin des Wirtschaftsplanungsamts                                                             | Sumiko Takahara                                    | —       | —             |
| Leiter der Behörde für Wissenschaft und Technologie                                              | Saitō Eizaburō                                     | LDP     | Nakasone      |
| Leiter(in) der Umweltbehörde                                                                     | Mayumi Moriyama Setsu Shiga ab 25. August 1989     | LDP LDP | Kōmoto Kōmoto |
| Leiter der Behörde für Staatsland                                                                | Hajime Ishii                                       | LDP     | Takeshita     |

Anmerkung: Der Parteivorsitzende und Premierminister gehört während seiner Amtszeit offiziell keiner Faktion an.